# 22622 Strong
22622 Strong è un asteroide della fascia principale. Scoperto nel 1998, presenta un'orbita caratterizzata da un semiasse maggiore pari a 2,3541264 UA e da un'eccentricità di 0,1857010, inclinata di 6,29219° rispetto all'eclittica.